# Orchamoplatus mammaeferus
Orchamoplatus mammaeferus är en insektsart som först beskrevs av Quaintancer och Baker 1917.  Orchamoplatus mammaeferus ingår i släktet Orchamoplatus och familjen mjöllöss. Inga underarter finns listade i Catalogue of Life.